# Euroregion Beskidy
Euroregion Beskidy – euroregion powstały w roku 2000 na bazie porozumienia „Beskidy bez granic”, które było inicjatywą władz lokalnych beskidzkich gmin pogranicza polsko-słowacko-czeskiego. Formalnie Euroregion Beskidy jest organizacją składającą się z trzech Stowarzyszeń Krajowych, których członkami są głównie jednostki samorządu terytorialnego z Polski, Czech i Słowacji (najwcześniej powstało Združenie „Region Beskydy” (Słowacja) – 29 lipca 1999 roku. 20 października 1999 r. w Bielsku-Białej powołano do życia Stowarzyszenie „Region Beskidy”, które reprezentuje interesy polskiej strony Euroregionu Beskidy, najpóźniej utworzono czeskie Sdruženie „Region Beskydy”).
W lutym 2000 r. w Rajczy podpisano dwustronną umowę między Stowarzyszeniem „Region Beskidy” a Sdruženiem Region Beskydy o współpracy na pograniczu polsko-słowackim, następnie w czerwcu 2000 r. we Frydku-Mistku zawarto trójstronną umowę między: Stowarzyszeniem „Region Beskidy” z siedzibą w Bielsku-Białej, Sdruženiem „Region Beskydy” z siedzibą w Żylinie oraz Združeniem „Region Beskydy” z siedzibą we Frydku-Mistku o trójstronnej współpracy na pograniczu polsko-słowacko-czeskim. U podstaw założenia Euroregionu Beskidy leżała potrzeba wspólnego poznania się społeczności, które od pokoleń sąsiadowały ze sobą, jednak poprzez narodowy podział administracyjny nie miały wcześniej do tego odpowiednich możliwości.
Powierzchnia Euroregionu Beskidy (strona polska, czeska i słowacka) wynosi ok. 6092 km², obszar ten zamieszkiwany jest przez ok. 1 176 500 mieszkańców. Obecnie Euroregion Beskidy skupia 32 gminy oraz 4 powiaty po stronie polskiej, 80 miejscowości po stronie słowackiej oraz 63 miejscowości po stronie czeskiej. Bieżącą działalnością Euroregionu Beskidy zajmują się Biura (Sekretariaty), które realizują zadania zlecone przez zarządy stowarzyszeń oraz Prezydium Euroregionu. Głównym zadaniem Biura (Sekretariatu) jest organizacja posiedzeń Prezydium Euroregionu, ponadto odpowiedzialne są za wykonywanie uchwał Prezydium, a także przyczyniają się do realizacji większej ilości inicjatyw oraz koordynacji wspólnych działań trzech stowarzyszeń.